# Coalición de la voluntad

Los países miembros de la llamada "Coalición de la voluntad".

El origen exacto de la expresión "coalición de la voluntad" (coalition of the willing) se desconoce, pero ha sido utilizada desde los años ochenta para referirse a grupos de naciones que actúan colectivamente por fuera del mandato de las Naciones Unidas. Actualmente el uso de esa frase se aplica específicamente dentro del contexto de los acontecimientos que culminaron con la invasión de Irak de 2003.
El uso más prominente y reciente de la expresión fue el hecho por la administración del presidente George W. Bush para referirse a aquellas naciones y gobiernos que apoyaron políticamente la posición de los Estados Unidos en la Crisis de Armas de Irak y posteriormente apoyaron política o militarmente el ataque para el desarme o invasión de Irak.

## Críticas y comentarios humorísticos
Críticos de la guerra en Irak como John Pilger han señalado que el 90% de las fuerzas militares pertenece a los Estados Unidos o al Reino Unido y de ahí que se puede describir más exactamente como una fuerza anglo-estadounidense antes que una coalición.
El candidato demócrata en las elecciones presidenciales de EE. UU., John Kerry, cuestionó el tamaño de la coalición en uno de los debates diciendo que Bush pintó el esfuerzo como un amplio consenso internacional cuando en realidad solo había dos aliados importantes, el Reino Unido y Australia, que habían colaborado con un número sustancial de tropas de tierra durante la invasión inicial. El presidente Bush respondió diciendo “Bien, en realidad, olvidó Polonia”. La frase “usted olvidó Polonia” seguidamente se convirtió en una abreviación para la percepción, exacta o no de que la mayoría de los miembros de la coalición no estaban contribuyendo mucho al esfuerzo de la guerra en comparación con los tres aliados.
La mayoría de la población en la mayoría de los países no apoyaba el hecho de que sus naciones participara. Encuesta Internacional Gallup
Muchas de las naciones de la coalición de la voluntad se alinearon para recibir paquetes de ayuda sustanciales y beneficios comerciales de los EUA en pago por su apoyo. Por esta razón John Kerry también se refirió a la coalición de la voluntad como la coalición de los amedrentados y los sobornados (the coalition of the bullied and the bribed).
Caricaturistas y comentaristas políticos se burlaron de la expresión refiriéndose a ella como la “coalición de la cuenta” (coalition of the billing). Otro término usado fue la “coalición del chelín” (coalition of the shilling).
Debido a que un alto porcentaje de los estados de la coalición eran naciones pobres que requerían de la ayuda de los Estados Unidos, el periódico The New York Times se refirió a éstos como la “coalición del bienestar social” (Coalition Of Welfare States).
Algunos senadores como Robert Byrd, usaron las siglas en inglés de “Coalition of the Willing" (COW) para expresar su preocupación de que los EE.UU. estaban siendo “ordeñados” como una “vaca de efectivo”.
Una miembro del parlamento canadiense, Carolyn Parrish, se refirió a la coalición como la “Coalición de idiotas”. Luego fue por ello reprendida por su partido, el partido liberal, y removida del caucus.
En las marchas de protesta que antecedieron la invasión de Irak, manifestantes en todo el mundo llevaban pancartas refiriéndose a la coalición como "coalición para matar" (Coalition of the killing).

## La coalición en la ciencia ficción

Bandera de los Estados Unidos y del Reino Unido con una esvástica nazi en el centro.

En la película V for Vendetta uno de los personajes, Gordon, tiene una habitación secreta donde guarda varios objetos. Uno de ellos es una bandera de la Coalición de la voluntad (Coalition of the Willing) la cual es una combinación de la bandera de los Estados Unidos y del Reino Unido con una esvástica nazi en el centro.